# Ondalivre
O Projeto Ondalivre, piloto na Suíça (Openwireless) foi o iniciador da ídeia de montar uma versão Brasileira para prover internet via ondas de rádio inicialmente em países em desenvolvimento. Esta ideia não é nova, porém só consegue seguidores muito lentamente. Conhecida como Freifunk.net na Alemanha e Funkfeuer.at na Áustria, chegar ao Brasil em 2009.
Depois que Alexandre Maestrini traduziu o software livre Freifunk do alemão para o português, vários brasileiros e portugueses começaram a implementá-lo para a construção das cidades digitais. Estão sendo criadas redes em malha (mesh) nas cidades de Porto Alegre, São Paulo, Rio de Janeiro, entre outras. O Freifunkt se destaca por ser mais prático para a adesão das pessoas não versadas em técnica. A Associação Software Livre.Org está sendo um braço animador da rede Ondalivre.
O projeto Freifunk.net desenvolve software para a criação de redes sem fio, capazes de unir comunidades e, especialmente no Brasil, possibilitar a inclusão digital, pois permitem conectar muitos computadores à Internet por redes sem fio via rádio.
O principal elemento do sistema é o Firmware, derivado do OpenWRT, que provê a maior parte das funções possíveis e imagináveis para se administrar uma rede sem fio em malha. Outra parte importante do software é o suporte à Web. Através dele, consegue-se ter uma visão geral de um conjunto de APs (pontos de acesso), o que facilita sua administração.